# Adolf Popławski-Drzewica
Adolf Popławski-Drzewica (ur. 27 marca 1881, zm. 21 listopada 1965) – polski śpiewak i reżyser teatralny.
Odbył studia muzyczne w Paryżu, Mediolanie, Kijowie i Moskwie. Przez krótki okres występował jako śpiewak operowy, następnie poświęcił się reżyserii operowej, początkowo w Kijowie i Petersburgu. Od roku 1920 mieszkał w Warszawie, gdzie szybko objął funkcję reżysera w Teatrze Wielkim. W latach 1925–1930 był głównym reżyserem Teatru. Wyreżyserował około stu przedstawień, w tym polskie premiery: Hagith (1922), Noc letnia (1924), Zygmunt August (1925), Król Roger (1926), Ijola (1929). Po II wojnie światowej pracował w Operze Śląskiej w Bytomiu (1946–1949), Operze Śląskiej we Wrocławiu i Operze im. S. Moniuszki w Poznaniu (1953–1959). W 1959 przeszedł na emeryturę. Przez wiele lat zajmował się również pracą pedagogiczną. Pochowany na cmentarzu Powązkowskim (aleja zasłużonych, grób 146).

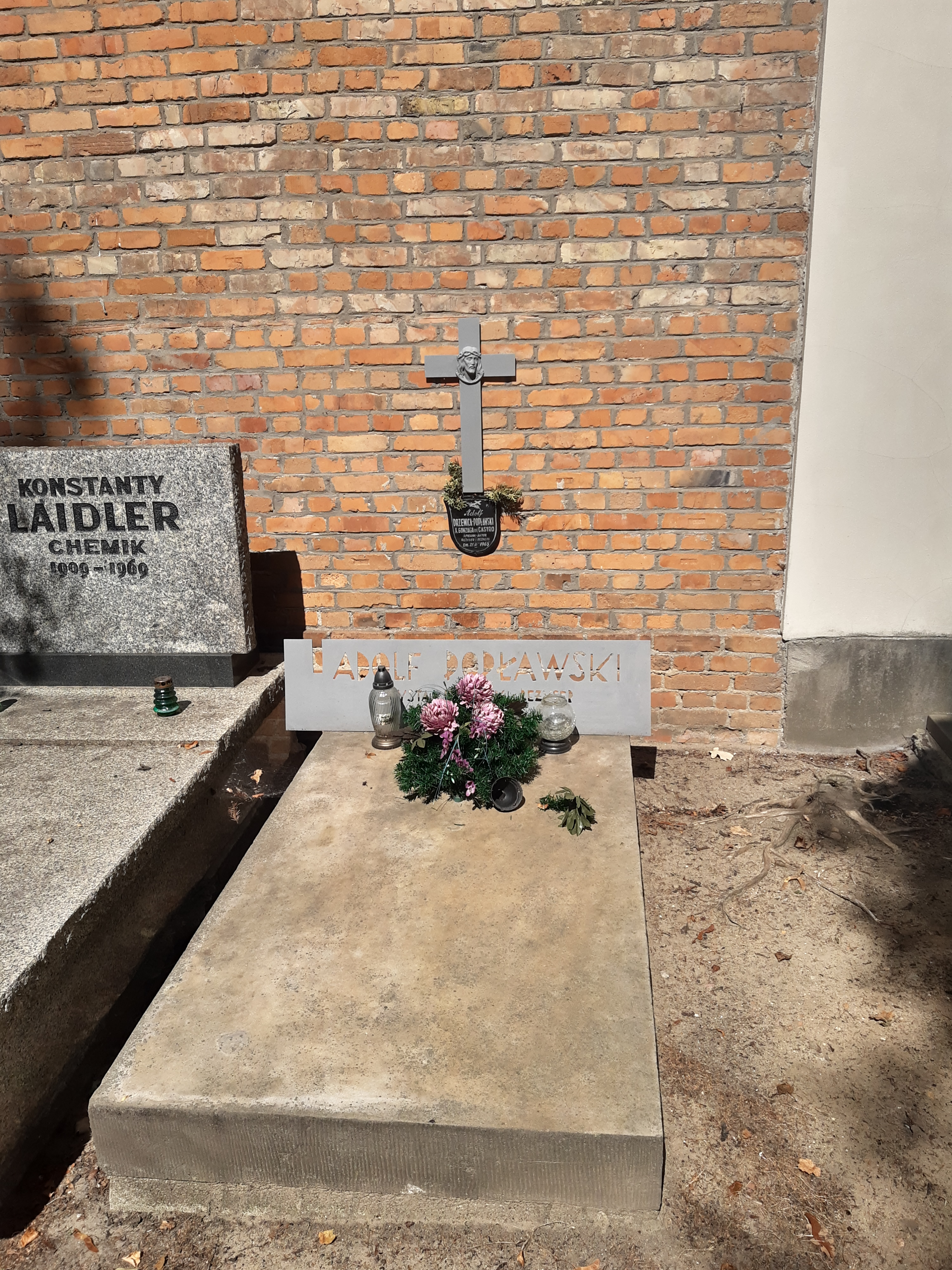
Grób Adolfa Popławskiego-Drzewicy na Starych Powązkach